# Teodora Ungureanu
Teodora Ungureanu (házassága után Cepoi) (Resicabánya, Románia, 1960. november 11. –) kétszeres olimpiai és világbajnoki ezüstérmes román szertornász, edző, nemzetközi tornabíró.
1976-ban felkerült a Nemzetközi Torna Szövetség Világszínvonalú tornászok listájára.
2001-ben bekerült az International Gymnastics Hall of Fame-be.

## Életpályája
1969-től a CS Resita sportklub tagja, edzője itt Andrei Kerekes volt, 1971-ben került az Ónfalvi Tornászgimnáziumba, ahol Károlyi Márta és Károlyi Béla edzették.
A válogatottban edzői Károlyi Márta, Károlyi Béla és Pozsár Géza voltak.

### Juniorként
1971-ben az országos juniorbajnokságon csapatban és egyéni összetettben is bajnok volt. 1972-ben ismét a csapattal bajnok, mint ahogy a Román Torna Szövetség Kupáján is, ahol emellett egyéniben ötödik helyezett volt.
1973-ban az Olaszország-Románia kétoldalú találkozón első helyett szerzett a csapattal. Az ugyanazon évi Junior Barátság Turnén második volt gerendán, harmadik a csapattal, negyedik felemáskorláton és nyolcadik egyéni összetettben. Az országos juniorbajnokságon ebben az évben is bajnok volt úgy a csapatban, mint egyéni összetettben. Ugyancsak első helyezett volt egyéni összetettben az iskolák közti bajnokságon is.
Az 1974-es Junior Barátság Turnén a csapattal és talajon is első helyen végzett, valamint második volt gerendán és negyedik egyéni összetettben. Ugyanekkor az országos juniorbajnokságon második helyezett volt egyéni összetettben.
A Japán Junior Invitationalon 1975-ben egyéni összetettben, ugrásban, felemáskorláton és talajon is első helyet ért el.

### Felnőttként

#### Országos eredmények
Országos bajnoki címet négyszer sikerült szereznie: 1975-ben talajon és a csapattal, 1976-ban talajon, 1979-ben pedig egyéni összetettben. Ezen kívül 1975-ben második volt egyéni összetettben, ugrásban, felemáskorláton és gerendán, illetve 1976-ban és 1978-ban második egyéni összetettben.

#### Nemzetközi eredmények
Az 1975-ös Balkán-bajnokságona egyéni összetettben második volt, 1978-ban már bajnoki címet szerzett egyéni összetettben, a csapattal, ugrásban és gerendán.
Az 1975-ös londoni Világkupán talajon ezüstrémes volt, ugrásban negyedik, egyéni összetettben és gerendán pedig hatodik.
A Calgary Internationalon 1976-ban minden szeren első helyezett volt. Ugyancsak 1976-ban a Champions All-on és a Milan Grand Prix-n első, a Chunichi Kupán második volt egyéni összetettben.
Az 1977-es Champions All-on első, az Orleans Internationalon második volt egyéni összetettben. Szintén 1977-ben Románia Nemzetközi Bajnokságán talajon Nadia Comăneci-csel megosztva és ugrásban szerzett bajnoki címet, valamint második volt egyéni összetettben és gerendán.
A Coca Cola Internationalon 1978-ban első helyen végzett egyéni összetettben.
1979-ben az Universiade-n egyéni összetettben és gerendán első, felemáskorláton és talajon második, ugrásban harmadik helyezett volt. Ugyanakkor Magyarország Nemzetközi Bajnokságán második, a Genfi Kupán pedig hatodik volt egyéni összetettben.
Románia kétoldalú találkozói közül 1976-ban a Nyugat-Németország-Románián, a Nagy-Britannia-Románián, Hollandia-Románián és az Amerikai Egyesült Államok-Románián, 1977-ben a Franciaország-Románián és a Románia-Kanadán, 1978-ban pedig a Nyugat-Németország-Románián is mindannyiszor a csapattal első, egyéni összetettben pedig második helyezést ért el.

##### Európa-bajnokság
Európa-bajnokságon egyszer, 1977-ben Prágában vett részt, ahol legjobb eredménye az egyéni összetettben elért negyedik hely volt. Szerzett továbbá egy hetedik helyezést felemáskorláton, valamint egy nyolcadikot ugrásban.

##### Világbajnokság
Karrierje során világbajnokságon egyszer, 1978-ban Strasbourgban vett részt egy ezüstérmet szerezve a csapattal (Nadia Comăneci, Éberle Emília, Anca Grigoraș, Marilena Vlădărău, Marilena Neacşu).

##### Olimpiai játékok
Az olimpiai játékoknak is egyetlen kiadásán vett részt két ezüst- és egy bronzérmet szerezve.
Ez a szereplése az 1976. évi nyári olimpiai játékokon Montréalban volt, ahol a csapattal (Nadia Comăneci, Anca Grigoraș, Mariana Constantin, Gabriela Truşcă, Georgeta Gabor) és felemáskorláton volt ezüst-, gerendán pedig bronzérmes. Továbbá negyedik helyen végzett egyéni összetettben.

### Visszavonulása után
Egyetemi tanulmányait a bukaresti Nemzeti Testnevelési és Sport Akadémián (jelenleg Nemzeti Testnevelési és Sport Egyetem
1980-ban házasodtak össze Sorin Cepoi tronásszal, egy lányuk született, neve Adriana.
Egy ideig a Cornea cirkuszban csapatának volt tagja, majd nyolc évig Franciaországban, Grenoble-ben tevékenykedett edzőként, 1993-ban pedig családjával együtt az Amerikai Egyesült Államokba telepedett le. Férjével együtt előbb a New York állambeli Ardsley-ben voltak edzők, majd a szintén New York állambeli Bedfordban Dynamic Gymnastics Club néven saját tornatermet nyitottak. Tanítványuk volt, többek közt a későbbi világbajnok Sabrina Vega is.
Nemzetközi bíróként számos versenyen bíráskodott.

## Díjak, kitüntetések
A Nemzetközi Torna Szövetség 1976-ban felvette a Világszínvonalú tornászok listájára.
A Román Torna Szövetség 1974 és 1978 között minden évben beválasztotta az év tíz legjobb női sportolója közé.
1976-ban Kiváló Sportolói címmel tüntették ki.
2000-ben a Hűséges Szolgálat Nemzeti Kereszt I. osztályával tüntették ki.